# Isla de Toralla
Toralla es una pequeña isla situada en la costa sur de la ría de Vigo (España), a unos 400 metros de la playa del Vao.
Está urbanizada, tiene una superficie de 10,6 hectáreas y está comunicada con la costa viguesa por un puente de uso público de 400 metros de longitud que parte de la playa del Vao. 
La isla es de acceso restringido. Los viales de la isla son de propiedad privada, y solo se permite el acceso a coches de residentes en la isla. Se puede acceder, sin embargo, a los dos arenales que tiene.Se puede también acceder a la Villa Romana de Toralla en visitas guiadas y organizadas. 
La isla contaba en 2009 con 135 habitantes.

## Toralla en la cultura

### Literatura
La isla aparece en la novela Ojos de agua de Domingo Villar, originalmente escrita en gallego. En uno de los apartamentos de la torre que hay en la isla aparece muerto un saxofonista llamado Luis Reigosa y el inspector Caldas, protagonista de la novela, se desplaza allí para iniciar la investigación. El inspector piensa que los seiscientos apartamentos de la torre de Toralla eran un bocado muy goloso como para no permitir un atentado urbanístico.
La isla también aparece en la novela El último día de JP González López. En la cual se desarrolla gran parte de la acción dentro de la trama de una novela de supervivencia postapocalíptica en el marco de una ficción del género zombi,  centrada en la ciudad de Vigo. Una novela con un espíritu crítico de la sociedad actual en todos sus aspectos, así como también se pueden descubrir curiosidades históricas.

## Urbanización
La urbanización de la isla ha supuesto un tema de controversia desde sus inicios allá por los años 1960. La ya característica torre de unos 70 metros de altura forma parte de un skyline de la ría de Vigo y contrasta con el paraje natural que representa la isla y sus alrededores. También existe la creencia de que el mantenimiento del puente que une la isla con el resto de la ciudad de Vigo se paga con dinero público, pero lo cierto es que el puente fue financiado íntegramente por la promotora a la que pertenecía la isla, y a día de hoy siguen encargándose los propietarios de su mantenimiento, ya que la isla actúa como una urbanización privada y el puente sería uno de sus elementos comunes. 
Se construyeron en esta isla alrededor de 30 chalets cuya existencia originó la construcción de muros de hormigón para contener los rellenos con los que se cubrieron su zona costera. Debajo de las viviendas se cree que existen dos yacimientos arqueológicos: un castro de la Edad del Hierro y una necrópolis romana.

## Historia
La isla inicialmente era propiedad del Obispado de Tui. Con la Desamortización se hace con ella Francisco Javier Martínez Enríquez y en 1895 la adquiere Enrique Lameiro Sarachaga a una sobrina del marqués de Valladares. 
En 1910 se la compra Martín de Echegaray, que volvió rico de Argentina. En 1965 sus herederos la venden al matrimonio José Manuel Kowalski Fernández y Mercedes Peyrona Díez de Güemes. Finalmente, en 1965 Kowalsky y los hermanos Guillermo y Ramiro Vázquez Lorenzo constituyen Toralla S.A., que construye el puente y la urbaniza. Por un lado nace la Torre de Toralla, de 136 viviendas, y por otro se crean 34 parcelas unifamiliares. En la isla hay 170 viviendas con una población estimada de 800 habitantes. La sociedad ha querido mejorar la imagen de la isla en los últimos años, deteriorada fundamentalmente por su torre de 70 metros, y por eso ofreció a la Universidad de Vigo instalarse allí y además asumió la reconstrucción de la escollera. También firmó con la Sociedad de Salvamento y Seguridad Marítima (SASEMAR) un contrato de 15 años para ceder la azotea de la torre para instalar antenas y equipos para las comunicaciones del centro de Salvamento de Vigo, así como un local para un generador de emergencia. En 1990 se revisó la concesión del puente, para hacerlo compatible con el uso público, lo que permitió el acceso peatonal a la playa de la isla. La última reparación se realizó por parte de los propietarios en el año 2000.